# Station Gembong
Gembong is een spoorwegstation in de Indonesische provincie Oost-Java.

## Bestemmingen
- Kertajaya: naar Station Surabaya Pasarturi en Station Jakarta Kota
- Trein van Surabaya naar Bojonegoro